# بندر یوکوهاما
بندر یوکوهاما (به ژاپنی: 横浜港, Yokohama-kō) بندری است که توسط اداره بندر و بندر شهر یوکوهاما در ژاپن اداره می‌شود. این بندر به خلیج توکیو باز می‌شود.